# Paul Kimaiyo Kimugul
Paul Kimaiyo Kimugul (* 4. März 1980) ist ein kenianischer Langstreckenläufer, der sich auf Straßenläufe spezialisiert hat.
Sein erster großer Erfolg war sein Sieg beim Berliner Halbmarathon 2005. Im selben Jahr wurde er Dritter beim Rotterdam-Halbmarathon.
2006 gewann er die Stramilano, bei der er im darauffolgenden Jahr auf den dritten Platz kam. 2008 wurde er Zwölfter beim Rom-Marathon und Fünfter beim Venedig-Marathon.
2009 siegte er nach der Überwindung einer Knieverletzung erneut bei der Stramilano.